# Charles Spencer, 3. hrabě ze Sunderlandu
Charles Spencer, 3. hrabě ze Sunderlandu (Charles Spencer, 3rd Earl of Sunderland, 5th Lord Spencer of Wormleighton) (23. dubna 1675 – 19. dubna 1722 Londýn) byl britský státník. Pocházel z anglického šlechtického rodu Spencerů a významného postavení dosáhl po nástupu hannoverské dynastie. Zastával řadu vlivných funkcí, byl například místokrálem v Irsku a prvním lordem pokladu, jeho postavení jeden čas odpovídalo de facto funkci předsedy vlády.

## Původ a mládí
Byl druhorozeným synem 2. hraběte ze Sunderlandu, studoval v Utrechtu, mezitím se po smrti staršího bratra Roberta (1668-1688) stal dědicem hraběcího titulu a od roku 1688 užíval titul Lord Spencer. V letech 1695-1702 byl členem Dolní sněmovny, pak se po otcově smrti stal 3. hrabětem ze Sunderlandu a vstoupil do Sněmovny lordů (1702). Díky příbuzenským vztahům se brzy dostal k vlivným postům, v roce 1705 byl mimořádným vyslancem ve Vídni a v letech 1706-1710 státním sekretářem. V roce 1706 zároveň člen komise pro sloučení Anglie a Skotska, téhož roku byl jmenován členem Tajné rady. S pádem kliky hraběte Godolphina a vévody z Marlborough v roce 1710 musel odejít dočasně do ústraní.

## Kariéra po nástupu hannoverské dynastie
Po smrti královny Anny měl podíl na nastolení hannoverské dynastie, přičemž zužitkoval svou známost s Jiřím I. již z dřívějška a do své smrti pak patřil k jeho nejbližším poradcům. V letech 1714-1717 byl místokrálem v Irsku, kam ale nikdy neodjel, dále lordem strážcem tajné pečeti (1715-1716), státním sekretářem (1717-1718) a lordem prezidentem Tajné rady (1717-1719). Svou kariéru završil ve funkci prvního lorda pokladu, tj. de facto předsedy vlády (1718-1721), v roce 1719 obdržel Podvazkový řád. V době nepřítomnosti Jiřího I. v Anglii byl členem regentské rady (1719-1720).
Jeho pád je spojen s krachem Jihomořské společnosti, jejíž neprůhledné praktiky na hranici zákona podporoval, ale na rozdíl od mnoha jiných se na nich neobohatil. V dubnu 1721 musel odstoupit z úřadu prvního lorda pokladu, nadále ale setrval ve funkci prvního královského komorníka. Vládu po něm převzal jeho stranický rival Robert Walpole, který se pak stal nejdéle úřadujícím britským premiérem. Ačkoliv celoživotně patřil k předním osobnostem strany whigů, na počátku roku 1722 se pokusil o návrat do politiky prohlášením, že by vytvořil vládu se stranou toryů. Tím ale definitivně ztratil podporu Jiřího I., který ve straně toryů viděl hrozbu obnovení vlády Stuartovců. Zemřel krátce nato na zánět pohrudnice ve svém londýnském paláci Sunderland House. Byl inteligentní, vzdělaný a schopný politik, zároveň ale bezohledný intrikán. Protekční vzestup, korupce v úřadech a nenávist k toryům byly příčinou jeho negativního obrazu ve společnosti.

## Rodina
Poprvé se oženil v roce 1695 s Arabellou Cavendishovou (1673–1698), dcerou 2. vévody z Newcastle, která zemřela na neštovice o tři roky později. Měli spolu dceru Frances, která se stala manželkou Henryho Howarda, 4. hraběte z Carlisle. 
Podruhé se oženil roku 1700 s Annou Churchillovou (1682–1716), dcera významného vojevůdce 1. vévody z Marlborough. Měli spolu tři syny a dvě dcery. Anna zemřela roku 1716 ve věku třiatřiceti let. 
Třetí manželství uzavřel hrabě roku 1717 s bohatou irskou dědičkou Judith Tichbornovou (1702–1749). Všechny tři děti, které se do manželství narodily, zemřely v dětství. Po smrti hraběte se Judith znovu provdala za diplomata Roberta Suttona (1671–1746), kterému porodila několik dětí.
Dědicem titulů byl syn Robert Spencer, 4. hrabě ze Sunderlandu (1701–1729), který však zemřel v Paříži bez potomstva. Jeho mladší bratr Charles Spencer, 5. hrabě ze Sunderlandu (1706–1758), pak po spřízněném rodu Churchillů zdědil titul vévody z Marlborough (1733) a stál tak na počátku aliančního rodu Spencer-Churchill.
V době, kdy byl 3. hrabě ze Sunderlandu prvním lordem pokladu, bylo na jeho počest pojmenováno město Sunderland ve státě Massachusetts v USA.